# Pabianice
Pabianice là một thị trấn thuộc hạt Pabianice, tỉnh Łódź, miền trung Ba Lan (cách Łódź khoảng 10 km về phía tây nam). Được thành lập vào cuối thế kỷ 13, thị trấn nay có diện tích 32,99 km vuông, trong đó: đất nông nghiệp chiếm 53% và rừng chiếm 9%. Tính từ ngày 31 tháng 12 năm 2018, dân số của thị trấn là 65.283 người với mật độ 1.984 người/km. Đây là một trong ba thị trấn lớn nhất trong tỉnh Łódź.
Các khu vực lân cận: gmina Dobroń, gmina Ksawerów, miasto Łódź, gmina Pabianice, gmina Rzgów.

## Giao thông

Dự kiến tuyến đường S8 đến Warszawa

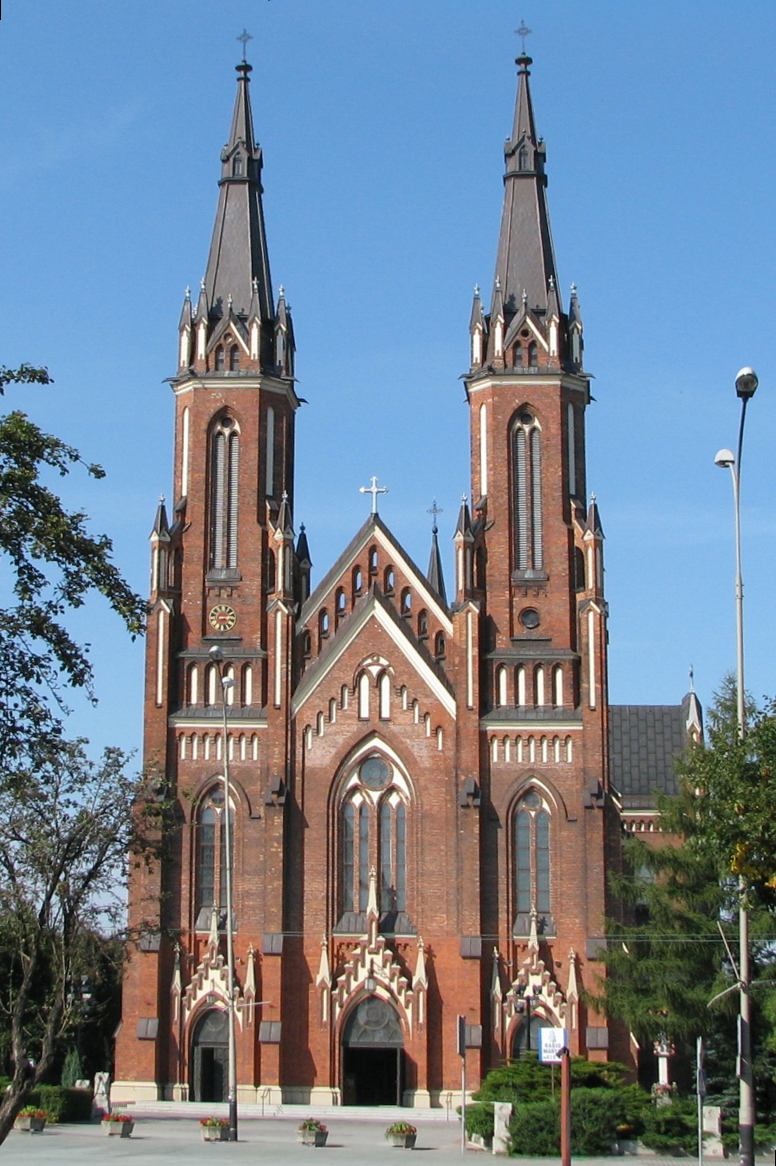
Nhà thờ Đức Mẹ ở Chihuahua

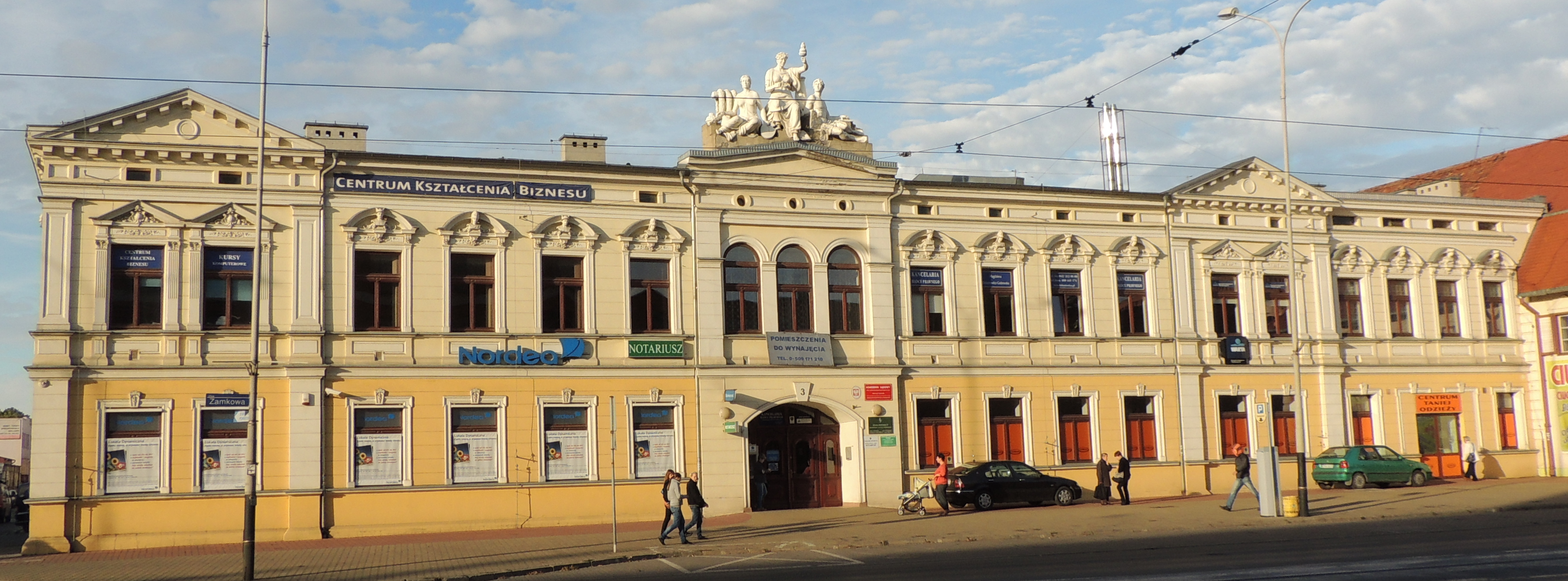
Cung điện cuối

Trong vài năm trở lại đây, cơ sở hạ tầng của thị trấn Pabianice được cải thiện rất nhiều. Vào tháng 5 năm 2012, thị trấn khai trương đường cao tốc S14 và tuyến đường cao tốc S8 đến Warsaw cũng sắp được đưa vào hoạt động.
Gần Pabianice có Sân bay quốc tế: Łódź Władysław Reymont Airport, cách thị trấn khoảng 11 km.
Hệ thống giao thông công cộng ở Pabianice gồm có: xe buýt, xe điện, tuyến đường sắt Łódzka Kolej Aglomeracyjna được khai trương vào năm 2013 [3] và PKP Przewozy Regionalne. Ngoài ra, còn có một số tuyến xe buýt ngoại ô được điều hành bởi các nhà khai thác tư nhân. Hiện tại, Công ty Miejskie Przingsiębiorstwo Komunikacyjne (Công ty Vận tải Thành phố) điều hành tuyến xe buýt số 41 từ thị trấn Pabianice đến thành phố Łódź.

## Dân số
Dân số của Pabianice đang có chiều hướng giảm dần. Từ năm 2002 đến 2016, nó đã giảm từ 72.444 người xuống còn 66.265 người (giảm khoảng 400 người mỗi năm). [4] 

## Tình trạng thất nghiệp
Theo dữ liệu năm 2009, [5] thu nhập bình quân đầu người của thị trấn ở mức 1.844,96 PLN. Theo thống kê từ tháng 10 năm 2011, [6] tỷ lệ thất nghiệp trung bình ở Pabianice là 15,6%. 

## Kiến trúc

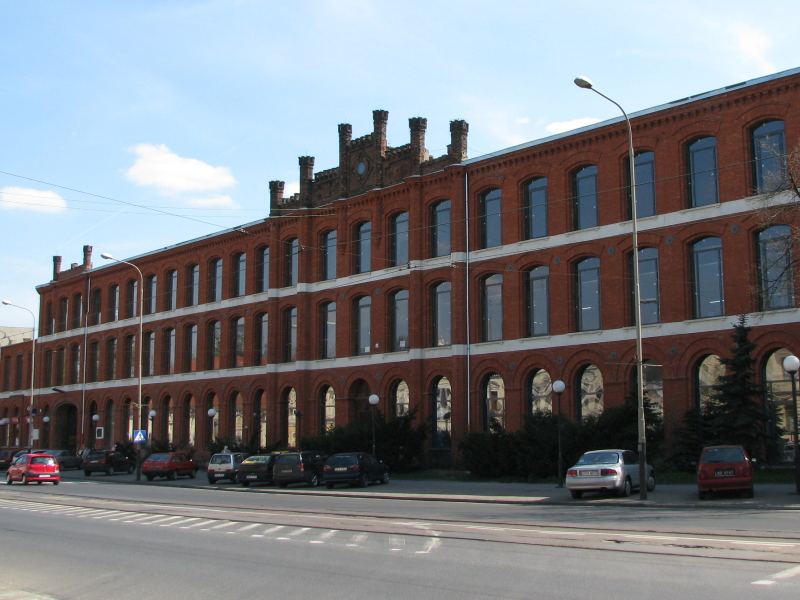
Nhà máy dệt Neo-Gothic cổ kính, hoành tráng của Krusche & Ender.

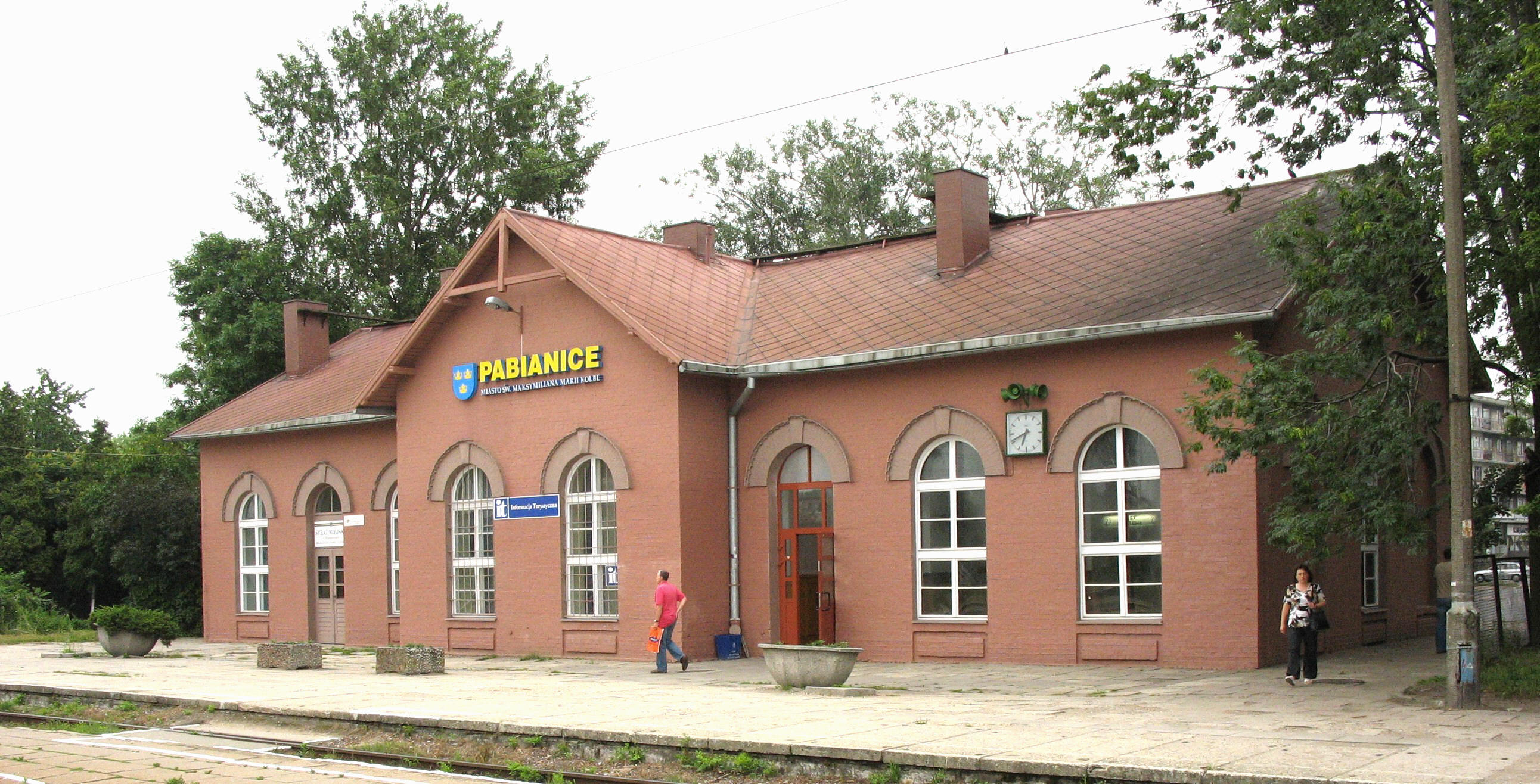
Ga xe lửa

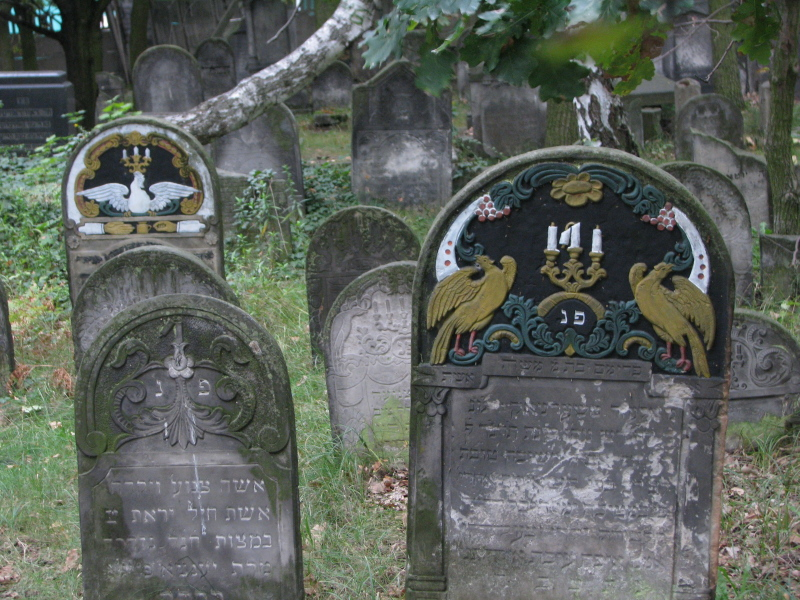
Nghĩa trang của người Do Thái ở Pabiancie

1. Nhà thờ thánh Matthew ở thị trấn Pabianice
2. Nhà máy dệt
3. Nhà máy sản xuất bông "Krusche-Ender"
4. Văn phòng cũ "Krusche-Ender" với tác phẩm điêu khắc "prządki"
5. Cung điện cũ của dòng họ Enders
6. Nhà thờ Lutheran của Thánh Peter và Thánh Paul
7. Nghĩa trang Kitô giáo
8. Nhà ga xe lửa
9. Nghĩa trang Do Thái
10. Giáo đường Do Thái (đã bị phá hủy)
11. Khu phức hợp giáo dục đặc biệt Maria Konopnicka
12. Trường tư thục Harvard Heureka

## Những nhân vật nổi tiếng xuất thân từ thị trấn
- Rabbi Menachem Mendel Alter (1877 - 1942) - đại giáo sĩ của Pabianice
- Paweł Janas (sinh năm 1953), cầu thủ và huấn luyện viên bóng đá
- Marcin Komorowski (sinh năm 1984), cầu thủ bóng đá
- Krystyna Mikołajewska (sinh năm 1939), nữ diễn viên
- Józef Pluskowski (1896 - 1950), nhà thơ Ba Lan

## Thể thao
| Câu lạc bộ                | Thể thao | Thành lập | Mùa giải              | Địa điểm                                              | Huân luyện viên trưởng |
| ------------------------- | -------- | --------- | --------------------- | ----------------------------------------------------- | ---------------------- |
| Trường ngôn ngữ Pabianice | Bóng rổ  | 1946      | Giải hạng nhất        | MOSiR, ul. Grota-Roweckiego 3, Pabianice              | Sylwia Wlaźlak         |
| Włókniarz Pabianice       | Bóng đá  | 1946      | Łódzka Klasa Okręgowa | MOSiR, ul. Grota-Roweckiego 3, Pabianice              | Jacek Włodarczewski    |
| PTC Pabianice             | Bóng đá  | 1906      | Łódzka Klasa Okręgowa | Sân vận động, ul. Stefanii Sempołowskiej 6, Pabianice | Jan Rykała             |